# Lijst van musea in Noorwegen
Hieronder volgt een lijst van musea in Noorwegen, gerangschikt per plaats:

## Bærum
- Henie Onstad kunstsenter

## Bergen
- Bergen Kunstmuseum
- Troldhaugen

## Eidsborg
- Vest-Telemark museum afdeling Eidsborg

## Eidfjord
- Hardangervidda Natursenter

## Fjærland
- Norsk Bremuseum (Gletsjermuseum)

## Haugesund
- Haugesund Museum of Fine Art

## Horten
- Marinemuseet
- Preus Museum

## Jostedal(gemeenteLuster)
- Breheimsenteret

## Lillehammer
- Lillehammer Kunstmuseum
- Openluchtmuseum Maihaugen

## Lom
- Norsk Fjellmuseum

## Oslo
- Astrup Fearnley Museet for Moderne Kunst
- Frammuseum
- Historisch museum (Oslo)
- Kon-Tiki Museum
- MUNCH (vervanger van het voormalige Munch Museum)
- Nationaal kunstmuseum
- Nordnorsk Kunstmuseum
- Openluchtmuseum Norsk Folkemuseum te Bygdøy
- Vigeland Museum
- Vikingskipshuset

## Rosendal
- Barony Rosendal

## Stryn
- Jostedalsbreen Nasjonalparksenter

## Svalbard
- Svalbard Museum